# Didian (köping i Kina, lat 35,49, long 110,91)
Didian (kinesiska: 翟店, 翟店镇) är en köping i Kina. Den ligger i provinsen Shanxi, i den norra delen av landet, omkring 300 kilometer sydväst om provinshuvudstaden Taiyuan.
Genomsnittlig årsnederbörd är 632 millimeter. Den regnigaste månaden är juli, med i genomsnitt 153 mm nederbörd, och den torraste är januari, med 3 mm nederbörd.